# Acanthopsylla franklinensis
Acanthopsylla franklinensis är en loppart som beskrevs av M.Rothschild 1936. Acanthopsylla franklinensis ingår i släktet Acanthopsylla och familjen Pygiopsyllidae. Inga underarter finns listade i Catalogue of Life.